# Lee Joo-woo
Lee Joo-woo (이주우?, 李姝雨?, I Ju-uLR, I ChuuMR; Yongin, 3 settembre 1990) è un'attrice sudcoreana.
Ha esordito nel 2013 nel video musicale di Story of Someone I Know di San E, facendosi conoscere nel corso degli anni per i suoi ruoli televisivi in Ho-gu-ui sarang (2015), Eurachacha Waikiki (2018), Siksyareul hapsida 3 (2018) e Nareul saranghan spy (2020). Nel 2023 ha recitato nel cast principale della serie Stealer: Ilgop gae-ui Joseon tongbo.

## Filmografia

### Cinema
- Geunar-ui bun-wigi (그날의 분위기?), regia di Jo Kyu-jang (2016)
- Sonyeon (소년?), regia di Kim Hyun-seung (2017)
- Myeongdang (명당?), regia di Park Hee-gon (2018)

### Televisione
- Kare-ui mat (카레의 맛?) – film TV (2014)
- Seon-am-yeogo tamjeongdan (선암여고 탐정단?) – serie TV (2014-2015)
- Nun-gil (눈길?) – miniserie TV (2015)
- Ho-gu-ui sarang (호구의 사랑?) – serie TV (2015)
- Parangsae-ui jip (파랑새의 집?) – serie TV (2015)
- Da jaldoel geo-ya (다 잘될 거야?) – serial TV (2015)
- Dor-a-on bokdanji (돌아온 복단지?) – serial TV (2017)
- Eurachacha Waikiki (으라차차 와이키키?) – serie TV (2018)
- Siksyareul hapsida (식샤를 합시다?) – serie TV (2018)
- Dallineun josagwan (달리는 조사관?) – serie TV (2019)
- Nareul saranghan spy (나를 사랑한 스파이?) – serie TV (2020)
- Swit! Geunom-eul butakhae (쉿! 그놈을 부탁해?) – webserie (2021)
- Wae O Su-jae-in-ga (왜 오수재인가?) – serie TV (2022)
- Stealer: Ilgop gae-ui Joseon tongbo (스틸러 : 일곱 개의 조선통보?) – serie TV (2023)

## Riconoscimenti
- SBS Drama Award
  - 2022 – Candidatura Premio all'eccellenza, attrice in una miniserie o in un fantasy per Wae O Su-jae-in-ga[5]
  - 2022 – Candidatura Miglior cast di supporto per Wae O Su-jae-in-ga[6]